# 李經畬
李經畬（1858年4月12日—1935年），字伯雄，號新吾，別號譎洲。安徽合肥人。清朝末年官员。李瀚章長子。

## 生平
李經畬生于咸豐八年（戊午）二月廿九日（1858年4月12日），后为府學廩生，一品蔭生。光緒壬午年（1882年）江南鄉試舉人，1890年庚寅恩科進士，殿試二甲，朝考一等。同年五月，改翰林院庶吉士。光緒十八年五月，散館，授翰林院編修。此后曾经历任翰林院撰文、侍講，实录馆提調，兵部武選司員外郎。二品頂戴，賜紫禁城騎馬，誥授光祿大夫。他還曾任資政院議員。
晚年任北平京剧票友組織「春陽友社」董事長。1935年79岁时去世。

## 家庭
- 夫人：四川興文薛氏（其父为薛煥；其三妹配李經楚）
- 子：李國成
- 女：李繡軒
- 女婿：卞壽孫